# رون ألب
رون - ألب (بالفرنسية: Rhône-Alpes)‏ هي منطقة في جنوب شرق فرنسا. أخذت اسمها نسبة إلى نهر الرون والألب. تبلغ مساحتها 43.698 كلم² وعدد سكانها حوالي 6 ملايين نسمة، وعاصمتها مدينة ليون.

## توأمة
لرون ألب اتفاقيات توأمة مع:
- شانغهاي (2008 - )

## أعلام
- آن ماري لاغرانج